# Euroleague Basketball 2009-2010
L'Eurolega di pallacanestro 2009-2010 è stato il decimo campionato tra club europei organizzata dall'ULEB. Ha visto la vittoria del Barcellona. Miloš Teodosić venne nominato MVP della regular season, mentre Juan Carlos Navarro venne nominato MVP delle Final Four.

## Licenza A
| #  | Squadra          |
| -- | ---------------- |
| 1. | Barcellona       |
| 2. | Olympiakos       |
| 3. | Maccabi Tel Aviv |
| 4. | Panathīnaïkos    |
| 5. | Mens Sana Siena  |
| 6. | Real Madrid      |
| 7. | CSKA Mosca       |

| #   | Squadra         |
| --- | --------------- |
| 8.  | Saski Baskonia  |
| 9.  | Efes Pilsen     |
| 10. | Málaga          |
| 11. | Žalgiris Kaunas |
| 12. | Fenerbahçe      |
| 13. | Virtus Roma     |

## Squadre partecipanti
| Spagna - Saski Baskonia - Barcellona - Real Madrid - Málaga | Italia - Mens Sana Siena - Virtus Roma - Olimpia Milano - Pall. Treviso | Grecia - Olympiakos - Panathīnaïkos - Aris Salonicco - Maroussi | Francia - Le Mans - Orléanaise Loiret - ASVEL | Turchia - Fenerbahçe - Efes Pilsen |
| Lituania - Žalgiris Kaunas - Lietuvos rytas                 | Germania - Alba Berlino - EWE Oldenburg                                 | Russia - CSKA Mosca - Chimki                                    | Croazia - Cibona Zagabria                     | Israele - Maccabi Tel Aviv         |
| Polonia - Arka Gdynia                                       | Serbia - Partizan                                                       | Slovenia - Olimpija Lubiana                                     | Belgio - Spirou Charleroi                     | Lettonia - Ventspils               |

## Preliminari

### Primo turno
| Squadra 1        | Serie   | Squadra 2         | Gara 1 | Gara 2 |
| ---------------- | ------- | ----------------- | ------ | ------ |
| Spirou Charleroi | 111–134 | Orléanaise Loiret | 55-53  | 56-81  |
| Ventspils        | 154–161 | Pall. Treviso     | 78-73  | 76-88  |
| Le Mans          | 123–137 | Alba Berlino      | 61-60  | 62-77  |
| Aris Salonicco   | 129–156 | Maroussi          | 69-67  | 60-89  |

### Secondo turno
| Squadra 1         | Serie   | Squadra 2     | Gara 1 | Gara 2 |
| ----------------- | ------- | ------------- | ------ | ------ |
| Orléanaise Loiret | 162-155 | Pall. Treviso | 82-73  | 80-82  |
| Alba Berlino      | 145-149 | Maroussi      | 70-79  | 75–70  |

## Regular Season
La Regular Season è iniziata il 15 ottobre 2009 e si è conclusa il 14 gennaio 2010.
|  | Le prime 4 classificate di ogni gruppo passano alla Top 16 |
|  | Eliminata                                                  |

### Gruppo A
|    | Squadra         | G  | V  | P | PF  | PS  | P.ti |
| -- | --------------- | -- | -- | - | --- | --- | ---- |
| 1. | Barcellona      | 10 | 10 | 0 | 833 | 625 | 20   |
| 2. | Mens Sana Siena | 10 | 8  | 2 | 830 | 689 | 18   |
| 3. | Žalgiris Kaunas | 10 | 3  | 7 | 673 | 739 | 12   |
| 4. | Cibona Zagabria | 10 | 3  | 7 | 637 | 742 | 12   |
| 5. | ASVEL           | 10 | 3  | 7 | 680 | 749 | 12   |
| 6. | Fenerbahçe      | 10 | 3  | 7 | 690 | 799 | 12   |

### Gruppo B
|    | Squadra           | G  | V | P | PF  | PS  | P.ti |
| -- | ----------------- | -- | - | - | --- | --- | ---- |
| 1. | Olympiakos        | 10 | 8 | 2 | 884 | 787 | 18   |
| 2. | Málaga            | 10 | 7 | 3 | 784 | 775 | 17   |
| 3. | Partizan          | 10 | 5 | 5 | 745 | 757 | 15   |
| 4. | Efes Pilsen       | 10 | 4 | 6 | 808 | 793 | 14   |
| 5. | Lietuvos rytas    | 10 | 4 | 6 | 741 | 784 | 14   |
| 6. | Orléanaise Loiret | 10 | 2 | 8 | 722 | 788 | 12   |

### Gruppo C
|    | Squadra          | G  | V | P | PF  | PS  | P.ti |
| -- | ---------------- | -- | - | - | --- | --- | ---- |
| 1. | CSKA Mosca       | 10 | 8 | 2 | 730 | 700 | 18   |
| 2. | Saski Baskonia   | 10 | 7 | 3 | 779 | 735 | 17   |
| 3. | Maccabi Tel Aviv | 10 | 6 | 4 | 794 | 737 | 16   |
| 4. | Maroussi         | 10 | 4 | 6 | 744 | 764 | 14   |
| 5. | Virtus Roma      | 10 | 4 | 6 | 713 | 737 | 14   |
| 6. | Olimpija Lubiana | 10 | 1 | 9 | 677 | 764 | 11   |

### Gruppo D
|    | Squadra        | G  | V | P | PF  | PS  | P.ti |
| -- | -------------- | -- | - | - | --- | --- | ---- |
| 1. | Real Madrid    | 10 | 8 | 2 | 811 | 690 | 18   |
| 2. | Panathīnaïkos  | 10 | 8 | 2 | 792 | 697 | 18   |
| 3. | Chimki         | 10 | 6 | 4 | 740 | 733 | 16   |
| 4. | Arka Gdynia    | 10 | 4 | 6 | 747 | 810 | 14   |
| 5. | Olimpia Milano | 10 | 3 | 7 | 724 | 741 | 13   |
| 6. | EWE Oldenburg  | 10 | 1 | 9 | 657 | 800 | 11   |

## Top 16
|  | Le prime 2 classificate di ogni gruppo passano ai quarti di finale |
|  | Eliminata                                                          |

### Gruppo E
|    | Squadra       | G | V | P | PF  | PS  | P.ti |
| -- | ------------- | - | - | - | --- | --- | ---- |
| 1. | Barcellona    | 6 | 5 | 1 | 465 | 396 | 11   |
| 2. | Partizan      | 6 | 3 | 3 | 389 | 422 | 9    |
| 3. | Panathīnaïkos | 6 | 2 | 4 | 439 | 442 | 8    |
| 4. | Maroussi      | 6 | 2 | 4 | 419 | 452 | 8    |

### Gruppo F
|    | Squadra          | G | V | P | PF  | PS  | P.ti |
| -- | ---------------- | - | - | - | --- | --- | ---- |
| 1. | Maccabi Tel Aviv | 6 | 4 | 2 | 444 | 423 | 10   |
| 2. | Real Madrid      | 6 | 3 | 3 | 447 | 444 | 9    |
| 3. | Mens Sana Siena  | 6 | 3 | 3 | 481 | 497 | 9    |
| 4. | Efes Pilsen      | 6 | 2 | 4 | 445 | 453 | 8    |

### Gruppo G
|    | Squadra         | G | V | P | PF  | PS  | P.ti |
| -- | --------------- | - | - | - | --- | --- | ---- |
| 1. | CSKA Mosca      | 6 | 5 | 1 | 494 | 448 | 11   |
| 2. | Arka Gdynia     | 6 | 3 | 3 | 471 | 455 | 9    |
| 3. | Málaga          | 6 | 2 | 4 | 450 | 452 | 8    |
| 4. | Žalgiris Kaunas | 6 | 2 | 4 | 454 | 514 | 8    |

### Gruppo H
|    | Squadra         | G | V | P | PF  | PS  | P.ti |
| -- | --------------- | - | - | - | --- | --- | ---- |
| 1. | Olympiakos      | 6 | 5 | 1 | 536 | 504 | 11   |
| 2. | Saski Baskonia  | 6 | 3 | 3 | 515 | 521 | 9    |
| 3. | Chimki          | 6 | 3 | 3 | 476 | 487 | 9    |
| 4. | Cibona Zagabria | 6 | 1 | 5 | 486 | 501 | 7    |

### Tabellone
|  | Quarti di finale | Quarti di finale | Quarti di finale |            |    | Semifinali | Semifinali | Semifinali |  |  | Finale | Finale     | Finale |
|  |                  |                  |                  |            |    |            |            |            |  |  |        |            |        |
|  | 1                | Barcellona       | 3                |            |    |            |            |            |  |  |        |            |        |
|  | 8                | Real Madrid      | 1                |            |    |            |            |            |  |  |        |            |        |
|  | 8                | Real Madrid      | 1                |            |    | Barcellona | 64         |            |  |  |        |            |        |
|  |                  |                  |                  |            |    | Barcellona | 64         |            |  |  |        |            |        |
|  |                  |                  | CSKA Mosca       | 54         |    |            |            |            |  |  |        |            |        |
|  | 4                | CSKA Mosca       | CSKA Mosca       | 54         | 3  |            |            |            |  |  |        |            |        |
|  | 4                | CSKA Mosca       |                  |            | 3  |            |            |            |  |  |        |            |        |
|  | 5                | Saski Baskonia   | 1                |            |    |            |            |            |  |  |        |            |        |
|  |                  |                  |                  |            |    |            |            |            |  |  |        | Barcellona | 86     |
|  |                  |                  |                  | Olympiakos | 68 |            |            |            |  |  |        |            |        |
|  | 3                | Maccabi Tel Aviv | 1                |            |    |            |            |            |  |  |        |            |        |
|  | 6                | Partizan         | 3                |            |    |            |            |            |  |  |        |            |        |
|  | 6                | Partizan         | 3                |            |    | Partizan   | 80         |            |  |  |        |            |        |
|  |                  |                  |                  |            |    | Partizan   | 80         |            |  |  |        |            |        |
|  |                  |                  | Olympiakos       | 83         |    |            |            |            |  |  |        |            |        |
|  | 2                | Olympiakos       | Olympiakos       | 83         | 3  |            |            |            |  |  |        |            |        |
|  | 2                | Olympiakos       |                  |            | 3  |            |            |            |  |  |        |            |        |
|  | 7                | Arka Gdynia      | 1                |            |    |            |            |            |  |  |        |            |        |

## Quarti di finale
I quarti di finale si sono giocati dal 23 marzo al 1º aprile 2010 con la formula dei play-off. La formula della serie è 2-2-1: Le gare 1 (23 marzo) e 2 (25 marzo) in casa delle prime classificate, le gare 3 (30 marzo) e 4 (1º aprile) in quella delle seconde. Le gare 5 (non necessarie per nessuna serie) erano infine previste in casa delle prime (7 aprile).
| Squadra 1        | Tot. | Squadra 2      | Gara 1 | Gara 2 | Gara 3 | Gara 4 | Gara 5 |
| ---------------- | ---- | -------------- | ------ | ------ | ------ | ------ | ------ |
| Barcellona       | 3-1  | Real Madrid    | 68-61  | 63-70  | 84-73  | 84-78  |        |
| Maccabi Tel Aviv | 1-3  | Partizan       | 77-85  | 98-78  | 73-81  | 67-76  |        |
| CSKA Mosca       | 3-1  | Saski Baskonia | 86-63  | 83-63  | 53-66  | 74-70  |        |
| Olympiakos       | 3-1  | Arka Gdynia    | 83-79  | 90-73  | 78-81  | 86-70  |        |

## Final Four
La Final Four si sono disputate a Parigi dal 7 al 9 maggio presso il Palais Omnisport. Le due squadre vincitrici delle semifinali si sfidano nella finale del 9 maggio, mentre le due sconfitte si incontrano in una partita per decretare la squadra terza classificata della manifestazione.

### Semifinali
| Squadra 1  | Tot.  | Squadra 2  |
| ---------- | ----- | ---------- |
| Barcellona | 64-54 | CSKA Mosca |
| Partizan   | 80-83 | Olympiakos |

### Finale 3º/4º posto
| Squadra 1  | Tot.  | Squadra 2 |
| ---------- | ----- | --------- |
| CSKA Mosca | 90-88 | Partizan  |

### Finale 1º/2º posto
| Squadra 1  | Tot.  | Squadra 2  |
| ---------- | ----- | ---------- |
| Barcellona | 86-68 | Olympiakos |

| Eurolega 2009-2010   |
| -------------------- |
| Barcellona 2º titolo |

## Formazione vincitrice
| N° | Naz.                   | Ruolo | Sportivo            |  | Alt.   |  |
| -- | ---------------------- | ----- | ------------------- |  | ------ |  |
| 5  | Italia (bandiera)      | G     | Gianluca Basile     |  | 192 cm |  |
| 8  | Spagna (bandiera)      | AG    | Jordi Trias         |  | 206 cm |  |
| 9  | Spagna (bandiera)      | P     | Ricky Rubio         |  | 192 cm |  |
| 10 | Slovenia (bandiera)    | P     | Jaka Lakovič        |  | 186 cm |  |
| 11 | Spagna (bandiera)      | G     | Juan Carlos Navarro |  | 192 cm |  |
| 13 | Rep. Ceca (bandiera)   | G     | Luboš Bartoň        |  | 202 cm |  |
| 17 | Spagna (bandiera)      | C     | Fran Vázquez        |  | 209 cm |  |
| 21 | Senegal (bandiera)     | C     | Boniface Ndong      |  | 213 cm |  |
| 22 | Spagna (bandiera)      | G     | Xavi Rabaseda       |  | 197 cm |  |
| 23 | Stati Uniti (bandiera) | AG    | Terence Morris      |  | 206 cm |  |
| 24 | Spagna (bandiera)      | P     | Víctor Sada         |  | 193 cm |  |
| 25 | Slovenia (bandiera)    | AG    | Erazem Lorbek       |  | 204 cm |  |
| 33 | Stati Uniti (bandiera) | AP    | Pete Mickeal        |  | 199 cm |  |
| 44 | Spagna (bandiera)      | G     | Roger Grimau        |  | 196 cm |  |
|    | Spagna (bandiera)      | All.  | Xavier Pascual      |  |        |  |

## Statistiche individuali

### Punti
| Posizione | Nome           | Squadra         | Partite | Punti | PPG   |
| --------- | -------------- | --------------- | ------- | ----- | ----- |
| 1.        | Linas Kleiza   | Olympiakos      | 13      | 216   | 16.62 |
| 2.        | Qyntel Woods   | Prokom Gdynia   | 13      | 214   | 16.46 |
| 3.        | Marko Tomas    | Cibona Zagabria | 13      | 205   | 15.77 |
| 4.        | David Logan    | Prokom Gdynia   | 13      | 203   | 15.62 |
| 5.        | Trajan Langdon | CSKA Mosca      | 12      | 184   | 15.33 |

### Rimbalzi
| Posizione | Nome              | Squadra           | Partite | Rimbalzi | RPG   |
| --------- | ----------------- | ----------------- | ------- | -------- | ----- |
| 1.        | Travis Watson     | Žalgiris Kaunas   | 10      | 101      | 10.10 |
| 2.        | Linas Kleiza      | Olympiakos        | 13      | 96       | 7.38  |
| 3.        | Lawrence Roberts  | Partizan Belgrado | 12      | 88       | 7.33  |
| 4.        | Viktor Chrjapa    | CSKA Mosca        | 13      | 94       | 7.23  |
| 5.        | Robertas Javtokas | Chimki            | 13      | 84       | 6.46  |
| 5.        | Qyntel Woods      | Prokom Gdynia     | 13      | 84       | 6.46  |

### Assist
| Posizione | Nome                 | Squadra           | Partite | Assist | APG  |
| --------- | -------------------- | ----------------- | ------- | ------ | ---- |
| 1.        | Theodōros Papaloukas | Olympiakos        | 10      | 67     | 6.70 |
| 2.        | Omar Cook            | Unicaja Málaga    | 13      | 73     | 5.62 |
| 3.        | Terrell McIntyre     | Montepaschi Siena | 13      | 69     | 5.31 |
| 4.        | Ricky Rubio          | FC Barcelona      | 13      | 65     | 5.00 |
| 5.        | Viktor Chrjapa       | CSKA Mosca        | 13      | 59     | 4.54 |

## Premi

### Riconoscimenti individuali
- Euroleague MVP:  Miloš Teodosić,  Olympiakos
- Euroleague Final Four MVP:  Juan Carlos Navarro,  FC Barcelona[5]
- Rising Star Trophy:  Ricky Rubio,  FC Barcelona[6]
- Euroleague Best Defender:  Viktor Chrjapa,  CSKA Mosca[7]
- Alphonso Ford Trophy:  Linas Kleiza,  Olympiakos[8]
- Aleksandr Gomel'skij Coach of the Year:  Xavier Pascual,  FC Barcelona[9]
- Euroleague Club Executive of the Year:  Przemyslaw Sęczkowski,  Prokom Gdynia[10]

### Quintetti ideali
- All-Euroleague First Team:[11]
  -  Miloš Teodosić,  Olympiakos
  -  Juan Carlos Navarro,  FC Barcelona
  -  Linas Kleiza,  Olympiakos
  -  Viktor Chrjapa,  CSKA Mosca
  -  Aleks Marić,  Partizan
- All-Euroleague Second Team:
  -  Bo McCalebb,  Partizan
  -  Josh Childress,  Olympiakos
  -  Ramūnas Šiškauskas,  CSKA Mosca
  -  Erazem Lorbek,  FC Barcelona
  -  Tiago Splitter,  TAU Cerámica